# Großer Preis Fichtel & Sachs
Der Große Preis Fichtel & Sachs war eine Radsportveranstaltung in Deutschland und fand von 1956 bis 1961 jährlich statt. Es war ein Eintagesrennen für Profis.

## Geschichte
Das Rennen wurde von der Firma Fichtel & Sachs, die auch Fahrradkomponenten produzierte, zu einer Zeit veranstaltet, als es nur sehr wenige Radrennen in Deutschland für Berufsfahrer gab. Um den Berufsradsport in Deutschland populärer zu machen, wurde das Rennen in verschiedenen Städten ausgetragen.
Veranstaltungsorte waren:
- 1956 Stuttgart
- 1957 Nürnberg
- 1958 Aachen
- 1959 Krefeld
- 1960 Köln
- 1961 Dortmund

Das Rennen stand in diesen Jahren immer im Zeichen der Konkurrenz zwischen den deutschen Radsportteams Ruberg und Torpedo. Der Große Preis Fichtel & Sachs fand jeweils im August statt. Trotz vieler Bemühungen gelang es den Veranstaltern nicht, die absolute Elite der Profis an den Start zu bringen, so dass das Rennen nach 1961 keine Fortsetzung fand.

## Sieger
- 1956  Paul Maue
- 1957  Lothar Friedrich
- 1958  Martin Van Geneugden
- 1959  Gérard Vergoosen
- 1960  Piet Rentmeester
- 1961  Dieter Puschel